# 社会法
社会法（しゃかいほう）は、私的所有権の絶対性や契約自由の原則などを基本理念とする近代市民法と対比する法体系であり、市民法がもたらす社会的な問題を修正・解決する意味合いを持つ。通常は、労働法、社会保障法や経済法を指す。

## 労働法
日本法上、主たる法律として以下のようなものがある。
- 労働基準法
- 労働安全衛生法
- 労働組合法
- 労働関係調整法
- 作業環境測定法
- 社会保険労務士法
- じん肺法
- 職業能力開発促進法
- 労働者災害補償保険法
- 雇用の分野における男女の均等な機会及び待遇の確保等に関する法律
- 育児休業、介護休業等育児又は家族介護を行う労働者の福祉に関する法律
- 職業安定法
- 労働者派遣事業の適正な運営の確保及び派遣労働者の就業条件の整備等に関する法律

## 社会保障法
日本法上、主たる法律として以下のようなものがある。
- 健康保険法
- 厚生年金保険法
- 雇用保険法
- 労働者災害補償保険法
- 労働保険の保険料の徴収等に関する法律
- 船員保険法
- 国家公務員共済組合法
- 国家公務員退職手当法
- 国家公務員災害補償法
- 地方公務員等共済組合法
- 地方公務員災害補償法
- 私立学校教職員共済法
- 国民健康保険法
- 国民年金法
- 介護保険法
- 高齢者医療確保法
- 生活保護法
- 児童手当法
- 児童扶養手当法
- 特別児童扶養手当等の支給に関する法律